# Sendero del río Majaceite

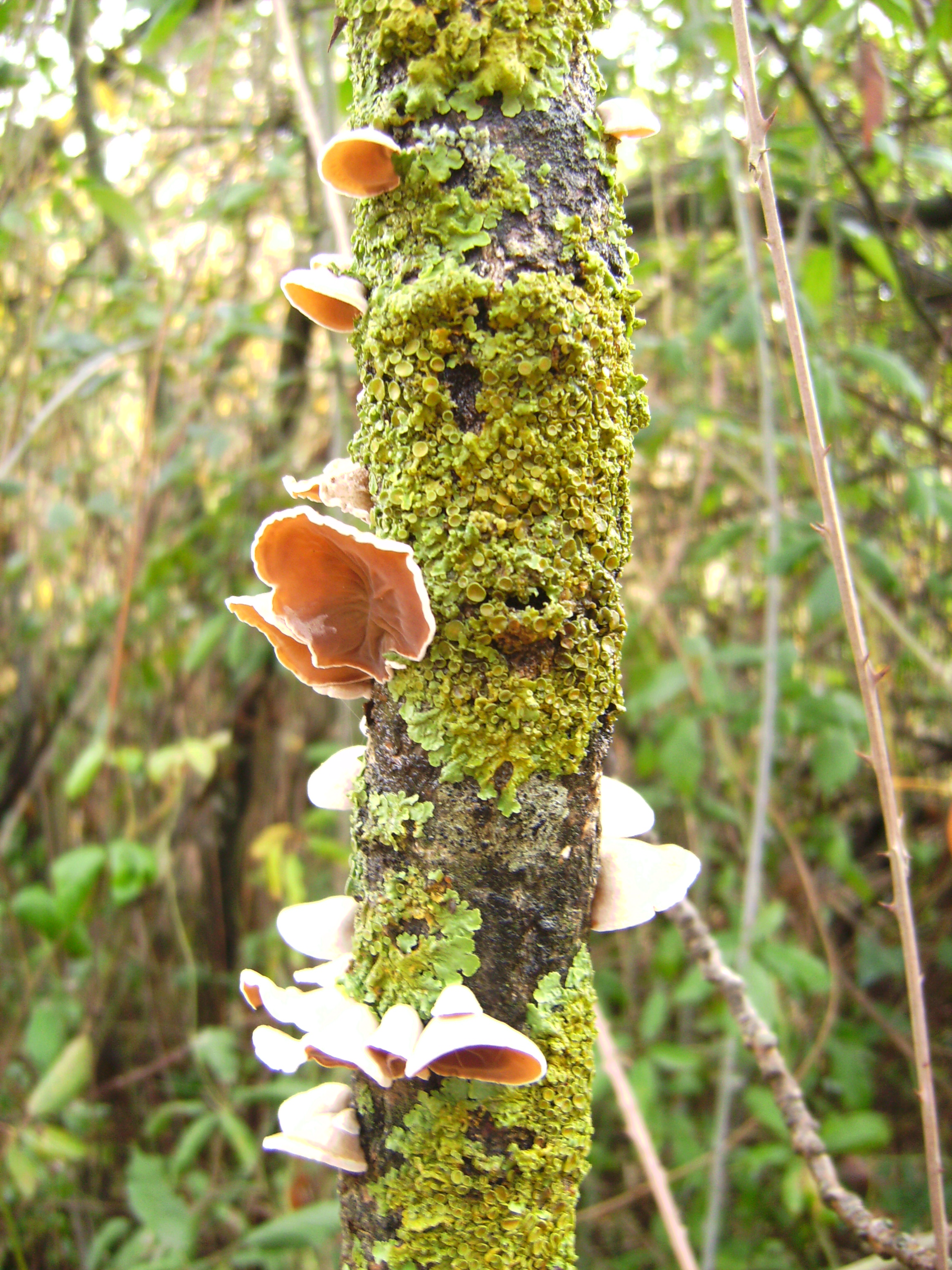
Oreja de Judas en el río Majaceite.

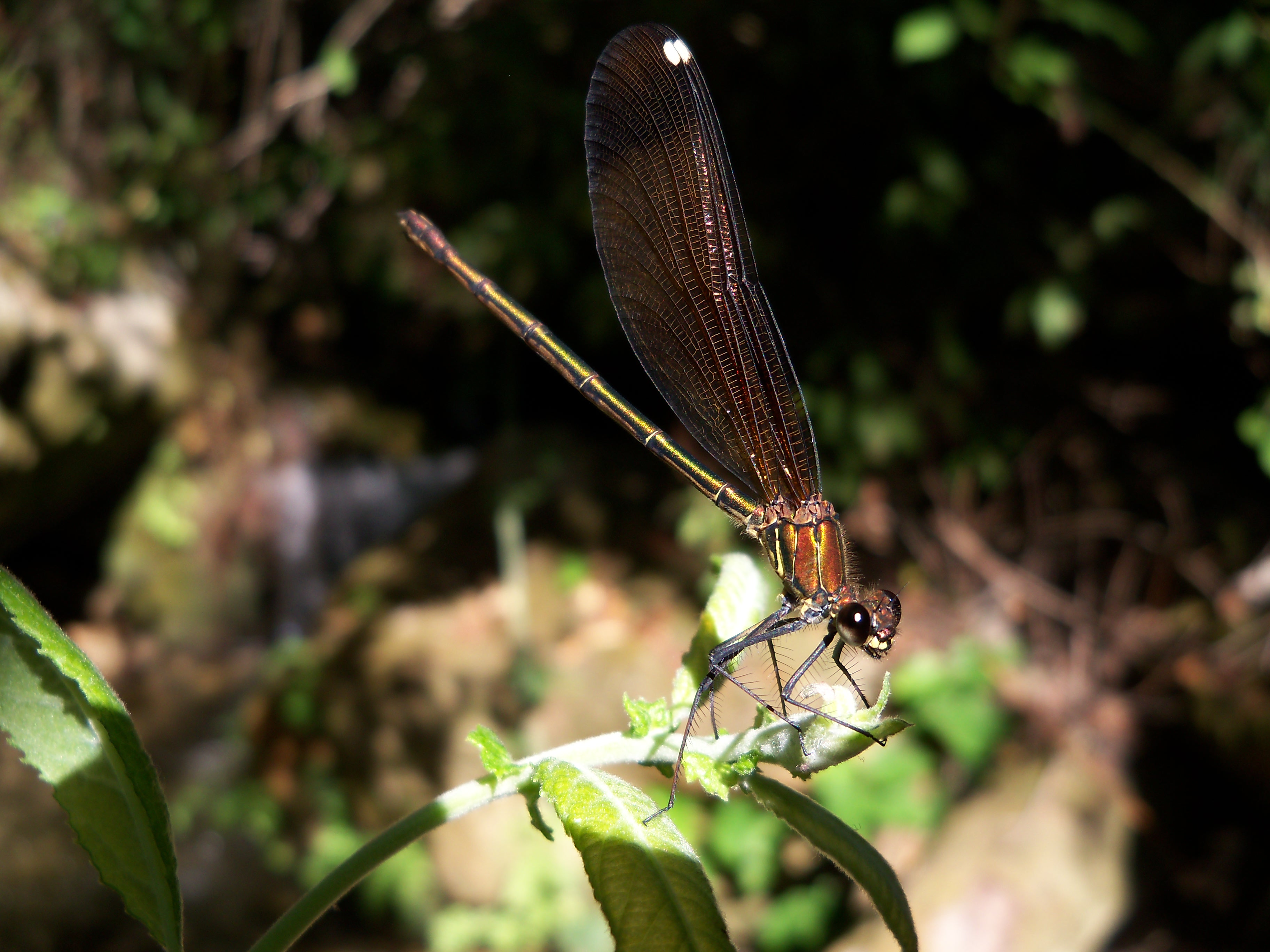
Caballito del diablo en el río Majaceite.

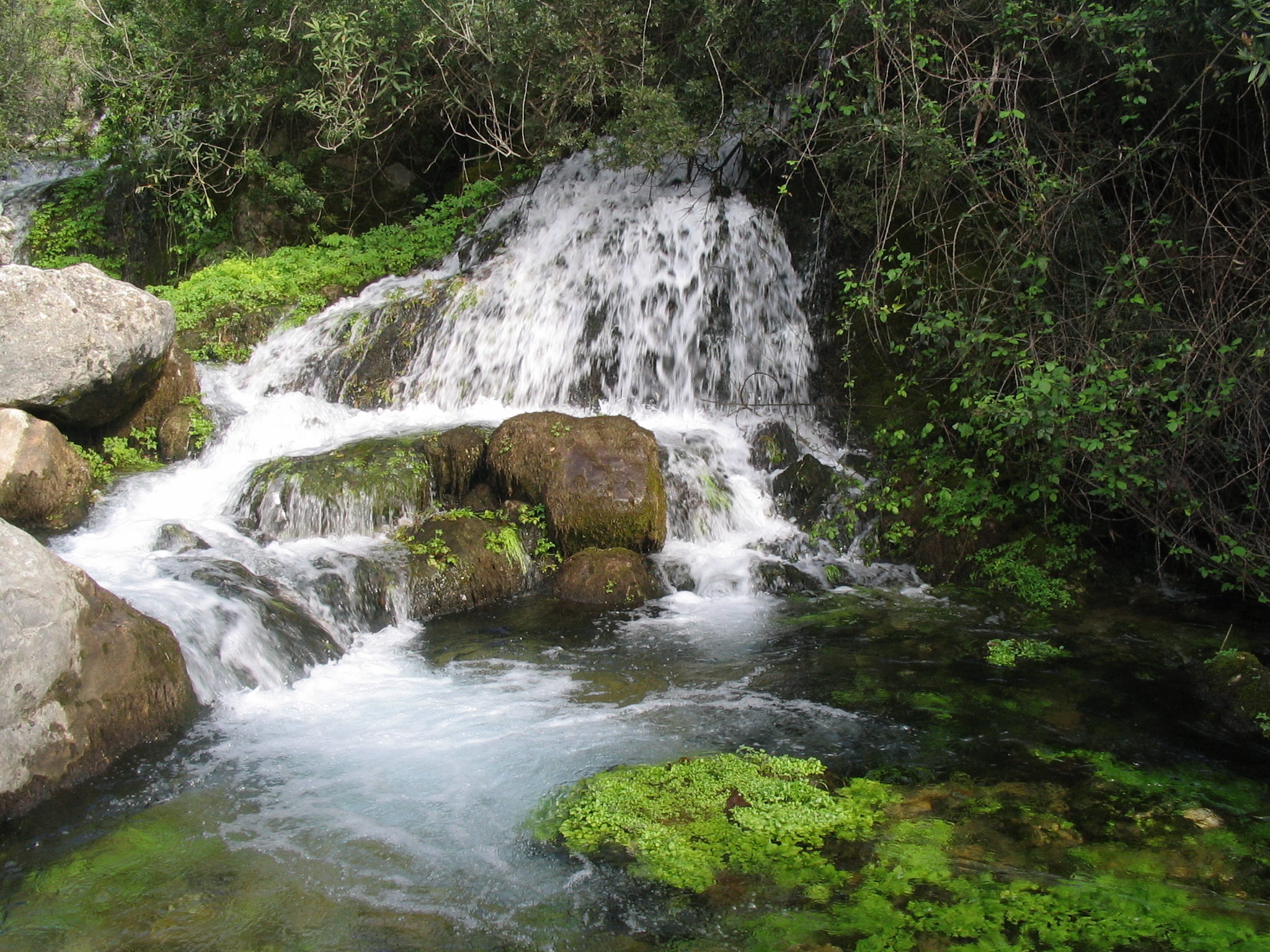
Los Cachones: nacimiento del río Majaceite en Benamahoma.

El Sendero del río Majaceite es una ruta señalizada de una longitud de 5,3 km y una dificultad baja. El tiempo estimado para su recorrido es de 2 horas.  

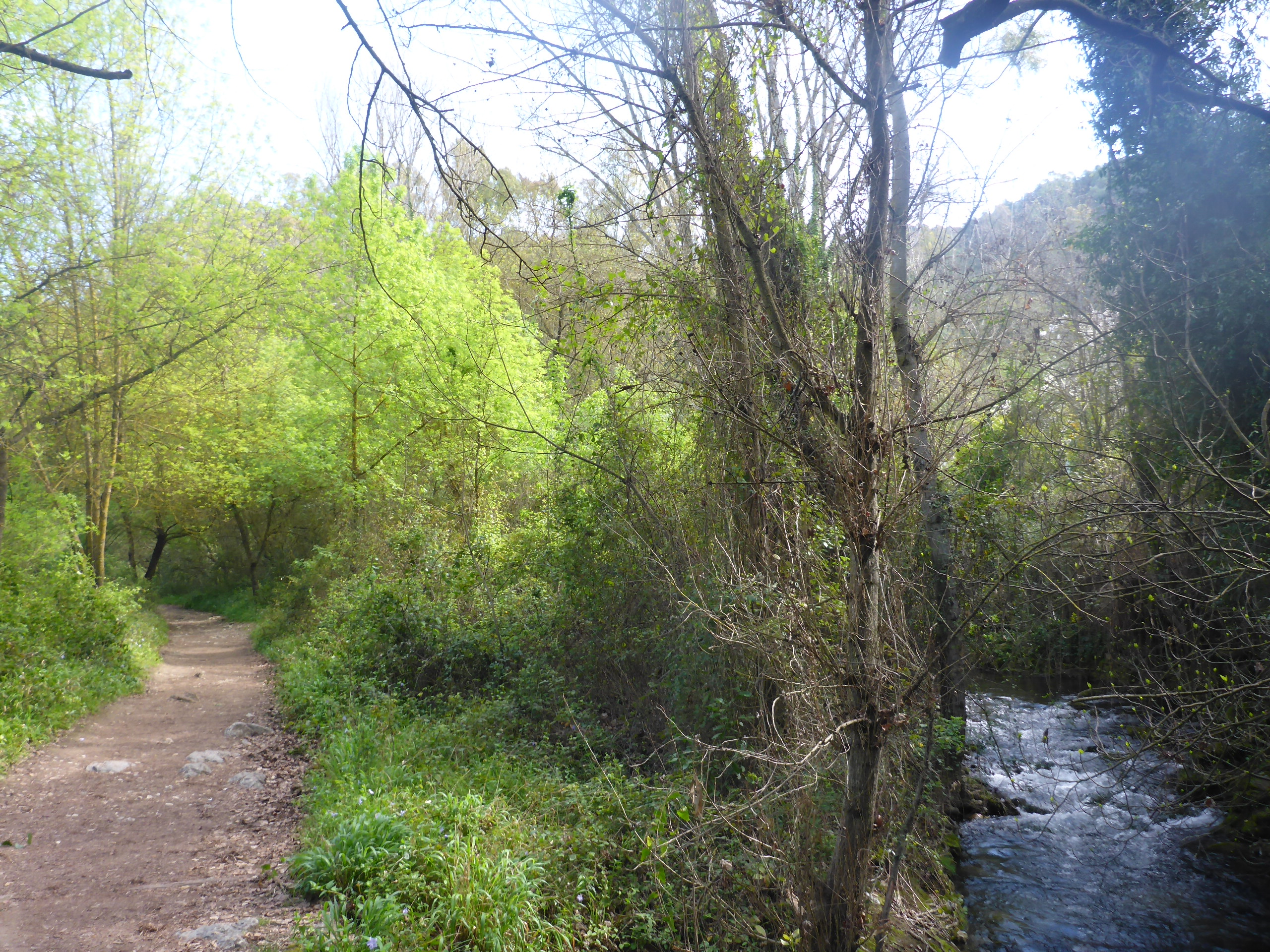
Sendero junto al río

Este sendero brinda la ocasión de un paseo desde El Bosque a Benamahoma, siguiendo el río Majaceite, que, en su cabecera, es llamado El Bosque y es hábitat de las esquivas nutrias. Hay un bosque de galería con chopos, fresnos y olmos.

## Acceso
Para llegar al sendero, una vez nos encontremos en El Bosque, tomaremos un camino que comienza enfrente de la plaza de toros, junto al hotel Las Truchas. Tras recorrer unos 600 metros por este camino, llegaremos al inicio del sendero, próximo al albergue juvenil.

## Baño
El río conserva varios puntos limpios ("La poza honda" y "La poza la patata") donde bañarse en verano (bajo responsabilidad del bañista, pues está prohibido el baño por la normativa del Parque natural).